# Michelle Volkenrath
Michelle Volkenrath (* 14. Dezember 1981) ist eine ehemalige deutsche Biathletin.
Michelle Volkenrath nahm 2000 in Hochfilzen an den Junioren-Weltmeisterschaften teil und wurde 33. des Sprints sowie 29. der Verfolgung. Ein Jahr später verpasste sie in Chanty-Mansijsk als Viertplatzierte des Einzels gegen die Russin Julija Makarowa nur um einen Rang eine Medaille. Diese gewann sie als Drittplatzierte mit Jenny Adler und Romy Beer im Staffelrennen. In der Saison zwischen beiden Weltmeisterschaften gewann sie in Ridnaun ein Rennen des Junioren-Europacups. Hinter Beer und Makarowa war sie auch Dritte in der Gesamtwertung des Junioren-Europacups der Saison. Zudem gewann sie in der Saison bei den Frauen mit Adler, Sabrina Buchholz und Ina Menzel das letzte Saisonrennen, einen Staffelwettkampf in Champex-Lac. Da sie sich jedoch auf längere Sicht nicht gegen die inländische Konkurrenz durchsetzen konnte, beendete Volkenrath früh ihre aktive Karriere.